# Baraž
Baraž (fr. Barrage, njem. Sperre) označava zapreku ili sustav zapreka za sprječavanje prodora neprijateljskih pomorskih, riječnih, zrakoplovnih i kopnenih snaga u određena područja ili oblasti.
Razlikuje se:
- lučki baraž - pojavio se kao rezultat iskustava iz Rusko-japanskog rata a upotrebljavan je za obranu od brzih i lakih torpednih čamaca. Usavršen je tijekom Prvog i Drugog svjetskog rata s ciljem obrane od podmornica i napada sa specijalnim pomorskim ratnim sredstvima za brza i iznenadna djelovanja. Postavlja se i na obali i na moru a može biti postavljen kao isturen ili izravno na ulazu u luku.
- pomorski baraž – nastao je u Prvom svjetskom ratu kao mjera zaštite koju je Antanta upotrebljavala za obranu od njemačkih podmornica i krstarica. S njime se zatvaraju veća pomorska područja.  Može imati stalan ili manevarski karakter i predstavlja posebnu mjeru daljne blokade neprijatelja, izvan neposrednog i učinkovitog djelovanja njegovih snaga. Postavlja se u morskim tjesnacima i prilazima. U njegovom postavljanju, osim sredstava za zapriječavanje (mina, usidrenih protupodmorničkih mreža, …) upotrebljavaju se i pomorske i zrakoplovne postrojbe s ciljem nadzora, otkrivanja i sprječavanja prolaza neprijatelja kroz zapreku. (Otrantski baraž, Doverski baraž, Sjeverni baraž…)
- riječni baraž – pojavio se u Američkom građanskom ratu a usavršen je u Prvom svjetskom ratu, kada ga je rumunjska riječna ratna flotila upotrijebila protiv austro-ugarske Dunavske flotile (Kalimočki riječni baraž). Riječni baraž zatvara neku rijeku u potpunosti, a postavlja se ili na bojišnici ili na državnoj granici. Za njegovo se postavljanje koriste mine usmjerenog djelovanja, žičane zapreke kao zaštita od lutajućih riječnih mina, balvanske zapreke, usidrene ili na dno položene kontaktne riječne mine, kao i riječne snage (brodovi, osmatračnice, reflektori …) i topničke postrojbe.
- topnički baraž (baražna vatra) - gust vatreni zastor od topovskih zrna ili raketa ispred vlastitih položaja da bi se spriječio napad neprijateljskih snaga. Razlikuje se bliska, nepokretna i pokretna (vatreni val) baražna vatra.
- baraž zaprečnih balona – sprječava prodor neprijateljskih zrakoplova ka nekom čuvanom objektu